# Burnout 3: Takedown
Burnout 3: Takedown è il terzo gioco della serie di videogiochi Burnout. Pubblicato il 7 settembre 2004, sviluppato da Criterion Games e pubblicato da Electronic Arts (primo gioco della serie Burnout pubblicato da EA), il gioco ha attirato l'acclamazione della critica.
L'uscita è stata ritardata per la pubblicazione nel 2003 a causa dell'originale editore Acclaim Entertainment che è andato in bancarotta. Il gioco è stato poi pubblicato da Electronic Arts.

## Modalità di gioco
Ci sono cinque modalità di gioco, comprese le due modalità di gara e tre modalità di crash. Prima che abbia inizio la gara, i giocatori scelgono il loro veicolo in base alla sua velocità e il peso. Nella modalità di gara, il giocatore guadagna velocità guidando i veicoli in mezzo al traffico e provocando incidenti alle vetture rivali (chiamati "Takedown"). In Race, l'obiettivo è quello di vincere semplicemente la gara, mentre nella modalità Rage Road ("furia stradale"), il giocatore deve fare il maggior numero di Takedown possibili ad un determinato numero di avversari. In qualsiasi modalità, servono medaglie per raggiungere determinati punteggi. In Crash ("schianto"), bisogna provocare un incidente a catena e cerca di fare più punti possibile con potenziamenti e moltiplicatori di punteggio.
Queste medaglie sono utilizzate per sbloccare i tracciati e i veicoli. Ci sono 67 auto da sbloccare, tra cui un autobus urbano, Truck Cab, Fire Truck, e un camion della spazzatura per l'utilizzo in modalità Crash. È presente anche la modalità online, con fino a sei giocatori in grado di competere in una gara, e otto in un evento Crash.

## Tracciati
Il gioco è diviso in tre aree: USA, Europa ed Estremo Oriente. I tracciati del gioco sono fittizi ma si ispirano a location realmente esistenti: nella pista Downtown, può essere vista Chicago e la famosa metropolitana sopraelevata, nella pista Waterfront, si può vedere il San Diego Convention Center, e nella pista Riviera, si vede brevemente il Casinò di Monte Carlo. Per quanto riguarda l'aspetto veicolare, taxi con tre piccole ruote, chiamati tuk-tuk, che si trovano in tutta Bangkok, possono essere visti nella pista Golden City.
I tracciati sono:
| Locazione       | Nome tracciato             | Equivalente reale |
| USA             | Silver Lake 120.192 ab     | Rocky Mountain Nat. Park: un lago cristallino e silenzioso circondato da scogliere di granito e da una sonnolenta cittadina Main Street.                                        |
| USA             | Downtown 2.019.283 ab      | Chicago:i vicoli stretti e strade congestionate di una grande città. Un circuito costruito per il pensiero di precisione e prontezza di riflessi contro il traffico pesante.    |
| USA             | Waterfront 292.293 ab      | San Diego: un fast track pieno di curve strette costiere, strade da fare, e un sistema di tram intrigante attraverso il Gaslamp Quarter.                                        |
| USA             | Kings of the Road          | Una gara lineare dal centro, attraverso la sezione autostradale del Waterfront, e in Silver Lake.                                                                               |
| USA             | Lakeside Getaway           | Silver Lake - Waterfront |
| USA             | Mountain Parkway           | Silver Lake - Downtown |
| Europa          | Alpine 5.293 ab            | Autostrada: un lungo, ampio sistema di autostrade e castelli dal passato glorioso, cime innevate e stazioni di benzina. Una pista lunga, con uno sguardo veloce d'Europa.       |
| Europa          | Vineyard 42.192 ab         | Avignone: attraversando le belle strade tortuose del sud della Francia e con l'antico Palazzo dei Papi e i bar che circondano il marciapiede di Avignone.                       |
| Europa          | Winter City 418.192 ab     | Vienna: Cattedrale di Santo Stefano, la U-Bahn e il Palazzo imperiale Hofburg con la pista innevata.                                                                            |
| Europa          | Riviera 31.293 ab          | Monaco: basato sul veloce circuito di base del Monte Carlo e piena di tortuose strade e gallerie.                                                                               |
| Europa          | Coastal Dream              | Riviera - Vineyards |
| Europa          | Continental Run            | Vineyards - Autostrada |
| Europa          | Alpine Expressway          | Winter City - Riviera |
| Europa          | Frozen Peak                | Winter City - Alpi |
| Estremo Oriente | Golden City 5.298.938 ab   | Bangkok: una pista veloce attraverso luoghi antichi e moderni, elegantemente progettato con monorotaie e autostrade.                                                            |
| Estremo Oriente | Dockside 3.192.834 ab      | Hong Kong: una pista con strade ripide e tortuose panoramiche, appena fuori del centro di Hong Kong, passando per un porto, un terminale di traghetti, e le torri Lippo Centre. |
| Estremo Oriente | Island Paradise 105.393 ab | Ko Samui: un'ampia panoramica pista con zone off-road attraverso la giungla. |
| Estremo Oriente | Tropical Drive             | Island Paradise - Golden City |

## Colonna sonora
Nella colonna sonora di Burnout 3: Takedown sono presenti 44 canzoni. La versione Xbox supporta le colonne sonore personalizzate dell'utente con l'uso del disco rigido della console.
- 1208 - "Fall Apart"* (da Turn of the Screw)
- Amber Pacific - "Always You (Good Times)" (da Fading Days)
- Ash - "Orpheus" (da Meltdown)
- Atreyu - "Right Side of the Bed"* (da The Curse)
- Autopilot Off - "Make a Sound" (da Make a Sound)
- Burning Brides - "Heart Full of Black"* (da Leave No Ashes)
- Chronic Future - "Time and Time Again"* (da Lines in My Face)
- Donots - "Saccharine Smile" (da Amplify the Good Times)
- Eighteen Visions - "I Let Go" (da Obsession)
- Fall Out Boy - "Reinventing the Wheel to Run Myself Over" (da Take This to Your Grave)
- Finger Eleven - "Stay in Shadow"* (da Finger Eleven)
- Franz Ferdinand - "This Fire" (da Franz Ferdinand)
- From First to Last - "Populace in Two" (da Dear Diary, My Teen Angst Has a Body Count)
- Funeral for a Friend - "Rookie of the Year" (da Casually Dressed & Deep in Conversation)
- Go Betty Go - "C'mon" (da Worst Enemy)
- Green Day - "American Idiot" (daAmerican Idiot)
- Jimmy Eat World - "Just Tonight..." (da Futures)
- Letter Kills - "Radio Up" (da The Bridge)
- Local H - "Everyone Alive" (da Whatever Happened to P.J. Soles?)
- Maxeen - "Please"* (da Maxeen)
- Midtown - "Give It Up" (da Forget What You Know)
- Moments in Grace - "Broken Promises" (da Moonlight Survived)
- Motion City Soundtrack - "My Favorite Accident" (da I Am the Movie)
- Mudmen - "Animal"* (da Overrated)
- My Chemical Romance - "I'm Not Okay (I Promise)*" (da Three Cheers For Sweet Revenge)
- New Found Glory - "At Least I'm Known for Something" (da Catalyst)
- No Motiv - "Independence Day" (da Daylight Breaking)
- Pennywise - "Rise Up" (da From the Ashes)
- Ramones - "I Wanna Be Sedated"* (da Road to Ruin)
- Reggie and the Full Effect - "Congratulations Smack and Katy" (da Under the Tray)
- Rise Against - "Paper Wings" (da Siren Song of the Counter Culture)
- Sahara Hotnights - "Hot Night Crash" (da Kiss & Tell)
- Silent Drive - "4/16" (da Love Is Worth It)
- Sugarcult - "Memory" (da Palm Trees and Power Lines)
- The Bouncing Souls - "Sing Along Forever" (da Anchors Aweigh)
- The D4 - "Come On!" (da 6twenty)
- The Explosion - "Here I Am*" (da Black Tape)
- The F-Ups - "Lazy Generation*" (da The F-Ups)
- The Futureheads - "Decent Days and Nights" (da The Futureheads)
- The Lot Six - "Autobrats" (da Major Fables)
- The Matches - "Audio Blood" (da E. Von Dahl Killed the Locals)
- The Mooney Suzuki - "Shake That Bush Again" (da Alive & Amplified)
- The Ordinary Boys - "Over the Counter Culture" (da Over the Counter Culture)
- The Von Bondies - "C'mon C'mon" (da Pawn Shoppe Heart)
- Yellowcard - "Breathing" (da Ocean Avenue)

## Critica
Il gioco è stato molto ben accolto dalla critica, con un punteggio medio del 93% su Metacritic.com. IGN ha dato un voto di 9.4/10.

## Premi
| Anno | Premio |
| ---- | --- |
| 2004 | Best Racing Game - Golden Joystick Award Achievement in a Racing Game; Technical Direction - BAFTA Video Game Awards #27 of Top 100 Games of All Time - IGN Game of the Year - 1UP.com Best Racing Game - E3 Game Critics Awards Best Driving Game - Cargo Magazine Game of the Month - Boys Toys Magazine Multiplatform Game of the Year - Electronic Gaming Monthly Editor's Choice: Gold Award - Electronic Gaming Monthly Gold Award (10/10), Hot 100 - Official PS2 Magazine Can't Miss Holiday Games #1 - GamePro Best Game of its Class: Driving; Best Xbox Game - GameSpot Racing Game of the Year: PS2; Top 10 Game of the Year - GameSpy Game of the Month - GameSpy (Sept.) Game of the Month - IGN (Sept.) Best Racing Game - Jive Magazine Best Racing Game - Lawrence.com Editor's Choice - OXM (Oct.) Must Buy Silver Award: Buy or Die - PSM (Nov.) #4 of Top 10 Games - PlayStation Official Magazine Best Driving Game; Most Addictive Game - Spike Video Game Awards Top 10 Video Games - Time Magazine Game of the Month - XBN (Oct.) |
| 2005 | Editor's Choice Award: Xbox; Editor's Choice Award: PS2 - GameSpot Console Racing Game of the Year - AIAS Interactive Achievement Awards Best Racing Game - G4 Video Game TV 10 Essential Racers - PlayStation Official Magazine #2 of Top 40 Console Games - Pelaaja Magazine Best Game; Art and Sound; Technology - IGDA Game Developers Choice Awards Game of the Year; Best Driving Game 2004 - PlayStation Official Magazine Platinum Award - PS2 |